# Пікенс (округ, Джорджія)
Шаблон:StateAbbr_ 34°28′ пн. ш. 84°28′ зх. д. / 34.46° пн. ш. 84.46° зх. д.
Округ Пікенс (англ. Pickens County) — округ (графство) у штаті Джорджія, США. Ідентифікатор округу 13227.

## Історія
Округ утворений 1853 року.

## Демографія
За даними перепису
2000 року
загальне населення округу становило 22983 осіб, зокрема міського населення було 4989, а сільського — 17994.
Серед мешканців округу чоловіків було 11245, а жінок — 11738. В окрузі було 8960 домогосподарств, 6795 родин, які мешкали в 10687 будинках.
Середній розмір родини становив 2,91.
Віковий розподіл населення поданий у таблиці:
| Стать    | До 15 років | 15-21 | 22-29 | 30-39 | 40-49 | 50-65 | 65-85 | Понад 85 |
| -------- | ----------- | ----- | ----- | ----- | ----- | ----- | ----- | -------- |
| Чоловіки | 2310        | 907   | 1136  | 1808  | 1632  | 2117  | 1264  | 71       |
| Жінки    | 2246        | 965   | 1106  | 1782  | 1682  | 2258  | 1491  | 208      |

## Суміжні округи
- Гілмер — північ
- Доусон — схід
- Черокі — південь
- Бартоу — південний захід
- Гордон — захід

## Виноски
1. ↑  U.S. Decennial Census. United States Census Bureau. Архів оригіналу за 12 травня 2015. Процитовано 25 червня 2014.
2. ↑  Historical Census Browser. University of Virginia Library. Архів оригіналу за 12 грудня 2009. Процитовано 25 червня 2014.
3. ↑  Population of Counties by Decennial Census: 1900 to 1990. United States Census Bureau. Архів оригіналу за 2 лютого 2019. Процитовано 25 червня 2014.
4. ↑  Census 2000 PHC-T-4. Ranking Tables for Counties: 1990 and 2000 (PDF). United States Census Bureau. Архів оригіналу (PDF) за 18 грудня 2014. Процитовано 25 червня 2014.
5. ↑  State & County QuickFacts. United States Census Bureau. Архів оригіналу за 7 червня 2011. Процитовано 18 лютого 2014.(англ.) Наведено за англійською вікіпедією.
6. ↑  American FactFinder. Бюро перепису населення США. Архів оригіналу за 26 лютого 2012. Процитовано 31 січня 2008.

| США | Це незавершена стаття з географії США. Ви можете допомогти проєкту, виправивши або дописавши її. |